# Smetanova vyhlídka u Třebsína

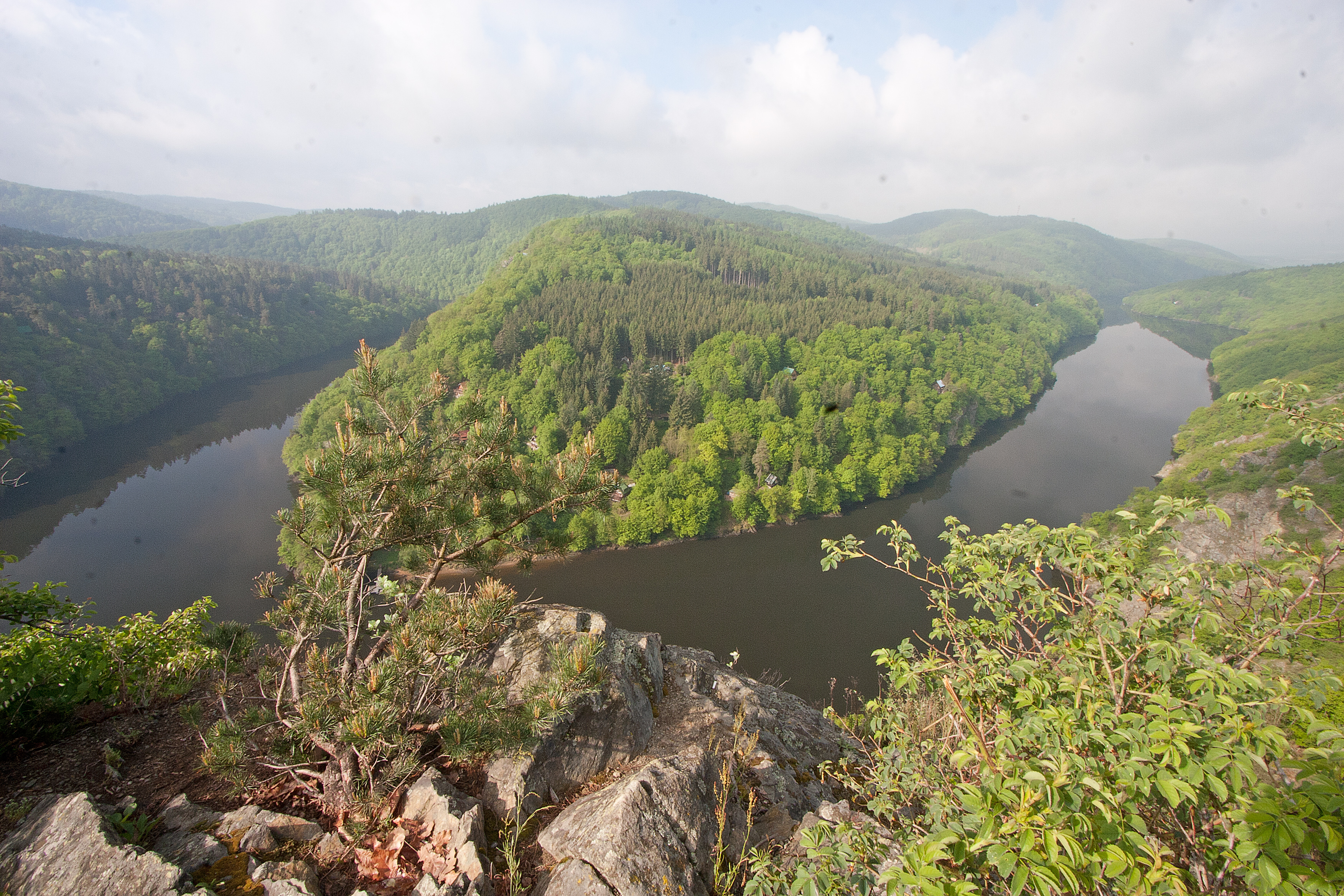
Trampská osada Ztracená naděje ze Smetanovy vyhlídky

Smetanova vyhlídka se nalézá nedaleko od vesnice Třebsín na pravém břehu břehu Vltavy na vnější straně zákruty nad bývalými Svatojánskými proudy, dnes zatopenými vodami vodní nádrže Štěchovice, nedaleko pod vrcholem kopce Kletečná (371 m n. m.). Z vyhlídkové plošiny je nádherný pohled na meandr Vltavy a na protější trampskou osadu Ztracená naděje. Po proudu Vltavy se stejném břehu jako vyhlídka se nalézá přírodní rezervace Kobylí draha chránící zachované zakrslé a suťové doubravy, habřiny a skalní stepi. V rokli pod vyhlídkou se nachází Kletecký vodopád.
Podle legendy tuto vyhlídku často navštěvoval hudební skladatel Bedřich Smetana a inspirovala ho k druhé části známého cyklu symfonických básní Má vlast – symfonické básni Vltava.
V roce 1974 zde jako připomínka 150. výročí narození Bedřicha Smetany byla zbudována vyhlídková plošina. K ní byla vyznačena odbočka ze žluté turistické značky vedoucí z Třebsína do Nedvězí.
V noci na sobotu 23. května 2020 se z vyhlídky zřítil muž, který si vážně zranil hlavu a musel být hospitalizován. V návaznosti na tuto událost soukromý majitel pozemku „z důvodu nebezpečných situací a velké míře nepořádku od návštěvníků“ kolem 25. června 2020 vyhlídku s okolím trvale oplotil a uzavřel přístupovou cestu. Klub českých turistů na své facebookové stránce uvedl ,že prakticky bezchybné zrušení odbočky včetně odstranění směrovky za ně již provedl někdo jiný a Klubu českých turistů se vůbec neozval. V návaznosti na to však KČT jedná o zrušení celé žlutě značené trasy ve 13,5km úseku Třebsín – Teletín – Nedvězí – Blaženice – Jablonná, která se tak podle KČT stala „zbytečnou spojkou“ a navíc zčásti vede neschůdným polomem.
Podobná, avšak o něco známější vyhlídka Máj se nachází asi o dva kilometry jižněji u předchozího meandru, poblíž vsi Teletín; tato vyhlídka je i nadále přístupná.